# 科尔尼
科尔尼（法語：Corps-Nuds，法語發音：[kɔʁ ny]）是法国伊勒-维莱讷省的一个市镇，位于该省中南部偏东，属于雷恩区和雷恩都会区，其市镇面积为22.56平方公里，2022年1月1日时人口数量为3555人。
科尔尼是雷恩都会区的组成部分，位于雷恩市区东南，是雷恩近郊重要的卫星城之一。

## 行政
科尔尼的邮政编码为35150，INSEE市镇编码为35088。

## 地理

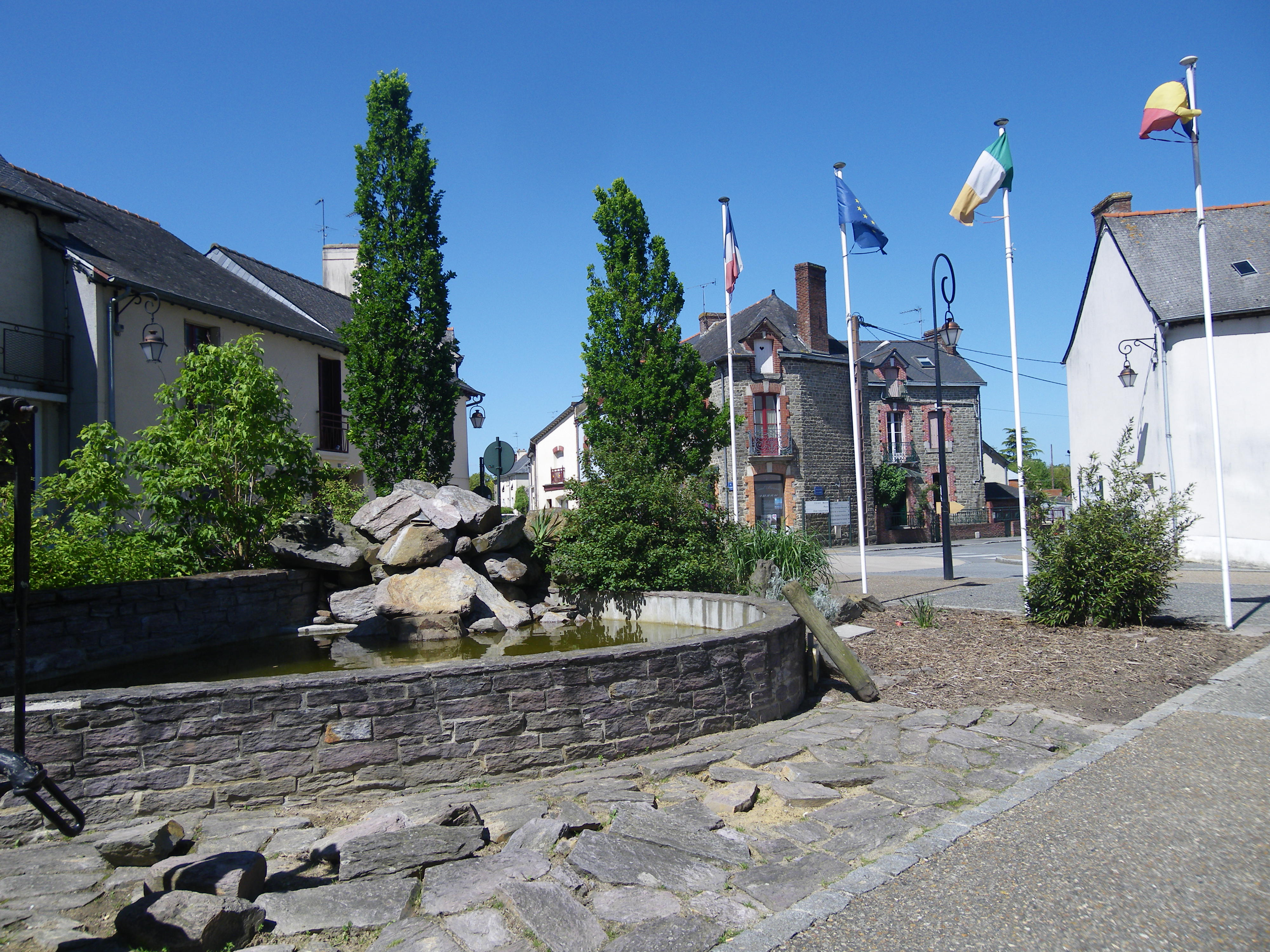
科尔尼镇中心广场

科尔尼（47°58'41"N, 1°35'11"W）位于法国西北部，布列塔尼大区东部和伊勒-维莱讷省中南部偏东，距离省会雷恩大约17公里。
与科尔尼接壤的市镇包括：圣阿梅尔、阿芒利斯、布尔巴雷、布里、尚特卢、讓澤、努瓦图。
科尔尼境内地势平坦，海拔在34至90米之间。
伊斯河自南向北流经境内，为维莱讷河的一条支流。
按照柯本气候分类法，科尔尼属于较为典型的温带海洋性气候，全年温差较小，降水分布均匀。

## 交通
伊勒-维莱讷省省道D41线、D163线和D410线经过科尔尼境内。雷恩公交73线和快速173线经过科尔尼境内并设有站点。科尔尼火车站是沙托布里扬－雷恩铁路线上的一个通勤车站。

## 政治
现任科尔尼市长为阿兰·普里让先生（Alain Prigent），他是民主运动的一名成员。

## 人口
| 年份   | 1936  | 1946  | 1954  | 1962  | 1968  | 1975  | 1982  | 1990  | 1999  | 2006  | 2007  | 2012  | 2017  |
| ------ | ----- | ----- | ----- | ----- | ----- | ----- | ----- | ----- | ----- | ----- | ----- | ----- | ----- |
| 人口數 | 1,561 | 1,523 | 1,481 | 1,412 | 1,409 | 1,515 | 1,692 | 2,154 | 2,458 | 2,819 | 2,870 | 3,094 | 3,296 |

## 建筑
科尔尼境内有两处法国国家文物保护单位：
- 科尔尼圣马克西米利安教堂（法语：Église Saint-Maximilien-Kolbe de Corps-Nuds）
- 沙特利耶城堡（法语：Château du Châtellier）

## 友好城市
- 爱尔兰 Kildare（法语：Kildare）
- 羅馬尼亞 Sibiel（法语：Sibiel）